# Chieri '76 Volleyball 2022-2023
Questa voce raccoglie le informazioni riguardanti il Chieri '76 Volleyball nelle competizioni ufficiali della stagione 2022-2023.

## Stagione
Nella stagione 2022-23 il Chieri '76 Volleyball assume la denominazione sponsorizzata di Reale Mutua Fenera Chieri.
Partecipa per la quinta volta alla Serie A1; chiude la regular season di campionato al quarto posto in classifica, qualificandosi per i play-off scudetto: viene eliminato nella serie dei quarti di finale dall'AGIL. Accede quindi ai play-off Challenge Cup dove esce nella fase a gironi.
Il quinto posto al termine del girone di andata consente al Chieri '76 di qualificarsi per la Coppa Italia, sconfitto nei quarti di finale dall'AGIL.
Grazie alla vittoria della WEVZA Cup, è ammesso alla Challenge Cup: con un percorso netto di tutte vittorie il Chieri '76 si aggiudica per la prima volta il trofeo battendo sia nella finale di andata che in quella di ritorno, con un doppio 3-0, il Lugoj.

## Organigramma societario
Area direttiva
- Presidente: Filippo Vergnano
- Team manager: Valentina Torrese

Area tecnica
- Allenatore: Giulio Bregoli
- Allenatore in seconda: Christian Piazzese
- Assistente allenatore: Gerardo Daglio, Alberto Bigarelli
- Scout man: Antonio Amelio

Area sanitaria
- Medico: Alessandra Barazzotto, Diego Contro
- Preparatore atletico: Davide Partegiani
- Fisioterapista: Gianfranco Cumino, Giorgia Valetto

## Rosa
| N° | Nome                     | Ruolo | Data di nascita   | Nazionalità sportiva |
| -- | ------------------------ | ----- | ----------------- | -------------------- |
| 1  | Héléna Cazaute           | S     | 17 dicembre 1997  | Francia              |
| 2  | Rachele Morello          | P     | 7 novembre 2000   | Italia               |
| 3  | Olivia Różański          | S     | 5 giugno 1997     | Polonia              |
| 4  | Francesca Bosio          | P     | 7 agosto 1997     | Italia               |
| 5  | Ilaria Spirito           | L     | 20 febbraio 1994  | Italia               |
| 6  | Alessia Fini             | L     | 3 agosto 2004     | Italia               |
| 7  | Stella Nervini           | S     | 10 settembre 2003 | Italia               |
| 8  | Kaja Grobelna            | O     | 4 gennaio 1995    | Belgio               |
| 9  | Francesca Villani        | S     | 30 maggio 1995    | Italia               |
| 10 | Brionne Butler           | C     | 29 gennaio 1999   | Stati Uniti          |
| 11 | Maja Storck              | O     | 8 ottobre 1998    | Svizzera             |
| 12 | Alessia Mazzaro          | C     | 19 settembre 1998 | Italia               |
| 14 | Fatim Kone               | C     | 25 ottobre 2000   | Italia               |
| 16 | Marie-France Garreau Dje | C     | 10 aprile 1992    | Francia              |
| 17 | Camilla Weitzel          | C     | 11 giugno 2000    | Germania             |

## Mercato
| Acquisti | Acquisti                 | Acquisti          | Acquisti   |
| R.       | Nome                     | da                | Modalità   |
| -------- | ------------------------ | ----------------- | ---------- |
| C        | Brionne Butler           | Gresik Petrokimia | definitivo |
| C        | Marie-France Garreau Dje | JAV Olímpico      | definitivo |
| C        | Fatim Kone               | -                 | definitivo |
| P        | Rachele Morello          | Millenium Brescia | definitivo |
| S        | Stella Nervini           | Club Italia       | definitivo |
| S        | Olivia Różański          | Legionovia        | definitivo |
| L        | Ilaria Spirito           | Cuneo Granda      | definitivo |

| Cessioni | Cessioni                 | Cessioni              | Cessioni   |
| R.       | Nome                     | a                     | Modalità   |
| -------- | ------------------------ | --------------------- | ---------- |
| C        | Rhamat Alhassan          | Firenze               | definitivo |
| L        | Martina Armini           | Wealth Planet Perugia | definitivo |
| P        | Asia Bonelli             | Trentino              | definitivo |
| L        | Chiara De Bortoli        | Casalmaggiore         | definitivo |
| C        | Marie-France Garreau Dje | -                     | svincolata |
| O        | Yağmur Karaoğlu          | Nyíregyháza           | definitivo |
| S        | Alexandra Frantti        | Casalmaggiore         | definitivo |
| C        | Francesca Guarena        | Marsala               | definitivo |
| S        | Elena Perinelli          | Casalmaggiore         | definitivo |
| S        | Anna Piovesan            | Esperia               | definitivo |

## Risultati

### Serie A1

#### Girone di andata
| 1ª giornata - 23 ottobre 2022 PalaMaddalene, Chieri          | Chieri '76            | 3 - 0 | Casalmaggiore   | 25-14, 25-17, 25-12        |
| 2ª giornata - 27 ottobre 2022 PalaCastagnaretta, Cuneo       | Cuneo Granda          | 0 - 3 | Chieri '76      | 18-25, 20-25, 14-25        |
| 3ª giornata - 30 ottobre 2022 PalaMaddalene, Chieri          | Chieri '76            | 3 - 0 | Helvia Recina   | 25-15, 25-16, 25-17        |
| 4ª giornata - 2 novembre 2022 PalaVerde, Villorba            | Imoco                 | 3 - 0 | Chieri '76      | 25-19, 25-21, 25-22        |
| 5ª giornata - 6 novembre 2022 PalaMaddalene, Chieri          | Chieri '76            | 3 - 0 | Firenze         | 25-22, 25-14, 25-12        |
| 6ª giornata - 12 novembre 2022 PalaTerdoppio, Novara         | AGIL                  | 0 - 3 | Chieri '76      | 16-25, 18-25, 23-25        |
| 7ª giornata - 16 novembre 2022 PalaPiantanida, Busto Arsizio | UYBA                  | 1 - 3 | Chieri '76      | 14-25, 23-25, 25-20, 18-25 |
| 8ª giornata - 20 novembre 2022 PalaMaddalene, Chieri         | Chieri '76            | 1 - 3 | Savino Del Bene | 25-21, 20-25, 21-25, 23-25 |
| 9ª giornata - 27 novembre 2022 Arena di Monza, Monza         | Pro Victoria          | 3 - 1 | Chieri '76      | 25-21, 25-19, 23-25, 25-21 |
| 10ª giornata - 4 dicembre 2022 PalaMaddalene, Chieri         | Chieri '76            | 3 - 0 | Megavolley      | 25-21, 25-16, 25-20        |
| 11ª giornata - 10 dicembre 2022 PalaMaddalene, Chieri        | Chieri '76            | 1 - 3 | Bergamo 1991    | 25-15, 21-25, 22-25, 21-25 |
| 12ª giornata - 18 dicembre 2022 PalaEvangelisti, Perugia     | Wealth Planet Perugia | 0 - 3 | Chieri '76      | 19-25, 16-25, 18-25        |
| 13ª giornata - 26 dicembre 2022 PalaMaddalene, Chieri        | Chieri '76            | 3 - 1 | Pinerolo        | 25-23, 21-25, 25-15, 25-15 |

#### Girone di ritorno
| 14ª giornata - 6 gennaio 2023 PalaRadi, Cremona                           | Casalmaggiore   | 2 - 3 | Chieri '76            | 25-19, 19-25, 17-25, 25-20, 12-15 |
| 15ª giornata - 14 gennaio 2023 PalaMaddalene, Chieri                      | Chieri '76      | 3 - 1 | Cuneo Granda          | 25-21, 25-20, 22-25, 25-22        |
| 16ª giornata - 22 gennaio 2023 PalaFontescodella, Macerata                | Helvia Recina   | 0 - 3 | Chieri '76            | 12-25, 18-25, 22-25               |
| 17ª giornata - 5 febbraio 2023 PalaMaddalene, Chieri                      | Chieri '76      | 2 - 3 | Imoco                 | 27-25, 25-21, 21-25, 17-25, 9-15  |
| 18ª giornata - 12 febbraio 2023 PalaWanny, Firenze                        | Firenze         | 3 - 0 | Chieri '76            | 25-16, 25-14, 26-24               |
| 19ª giornata - 18 febbraio 2023 PalaMaddalene, Chieri                     | Chieri '76      | 3 - 1 | AGIL                  | 25-22, 14-25, 25-15, 28-26        |
| 20ª giornata - 26 febbraio 2023 PalaMaddalene, Chieri                     | Chieri '76      | 3 - 1 | UYBA                  | 20-25, 25-20, 25-23, 25-22        |
| 21ª giornata - 5 marzo 2023 PalaWanny, Firenze                            | Savino Del Bene | 3 - 0 | Chieri '76            | 25-21, 25-20, 25-20               |
| 22ª giornata - 11 marzo 2023 PalaMaddalene, Chieri                        | Chieri '76      | 0 - 3 | Pro Victoria          | 23-25, 20-25, 18-25               |
| 23ª giornata - 18 marzo 2023 PalaCarneroli, Urbino                        | Megavolley      | 1 - 3 | Chieri '76            | 25-15, 22-25, 18-25, 21-25        |
| 24ª giornata - 26 marzo 2023 Palazzetto dello sport, Bergamo              | Bergamo 1991    | 1 - 3 | Chieri '76            | 27-29, 19-25, 25-21, 19-25        |
| 25ª giornata - 2 aprile 2023 PalaMaddalene, Chieri                        | Chieri '76      | 3 - 0 | Wealth Planet Perugia | 25-19, 25-20, 25-20               |
| 26ª giornata - 8 aprile 2023 Palazzetto dello Sport, Villafranca Piemonte | Pinerolo        | 1 - 3 | Chieri '76            | 20-25, 21-25, 25-20, 23-25        |

#### Play-off scudetto
| Quarti di finale (gara 1) - 19 aprile 2023 PalaMaddalene, Chieri | Chieri '76 | 2 - 3 | AGIL       | 25-17, 25-19, 22-25, 18-25, 8-15 |
| Quarti di finale (gara 2) - 22 aprile 2023 PalaTerdoppio, Novara | AGIL       | 3 - 0 | Chieri '76 | 25-20, 25-22, 25-15              |

#### Play-off Challenge Cup
| 1ª giornata - 27 aprile 2023 PalaMaddalene, Chieri | Chieri '76 | 0 - 3 | Firenze | 19-25, 18-25, 19-25               |
| 3ª giornata - 3 maggio 2023 PalaMaddalene, Chieri  | Chieri '76 | 3 - 2 | UYBA    | 25-23, 21-25, 25-12, 21-25, 15-11 |

### Coppa Italia
| Quarti di finale - 25 gennaio 2023 PalaTerdoppio, Novara | AGIL | 3 - 1 | Chieri '76 | 25-19, 25-23, 23-25, 27-25 |

### WEVZA Cup

#### Fase a gironi
| 1ª Giornata - 13 ottobre 2022 PalaMaddalene, Chieri | Chieri '76 | 3 - 0 | Münster    | 25-9, 25-19, 25-18  |
| 3ª Giornata - 15 ottobre 2022 PalaMaddalene, Chieri | Cheseaux   | 0 - 3 | Chieri '76 | 15-25, 12-25, 13-25 |

#### Fase a eliminazione diretta
| Finale - 16 ottobre 2022 PalaMaddalene, Chieri | RC Cannes | 0 - 3 | Chieri '76 | 16-25, 21-25, 17-25 |

### Challenge Cup
| Trentaduesimi di finale (andata) - 23 novembre 2022 PalaMaddalene, Chieri                     | Chieri '76    | 3 - 0 | Gacko         | 25-15, 25-20, 25-16               |
| Trentaduesimi di finale (ritorno) - 30 novembre 2022 Dvorana Kulturno-sportskog centra, Gacko | Gacko         | 0 - 3 | Chieri '76    | 12-25, 16-25, 13-25               |
| Sedicesimi di finale (andata) - 14 dicembre 2022 PalaMaddalene, Chieri                        | Chieri '76    | 3 - 0 | Legionovia    | 25-14, 25-18, 25-16               |
| Sedicesimi di finale (ritorno) - 15 dicembre 2022 PalaMaddalene, Chieri                       | Legionovia    | 0 - 3 | Chieri '76    | 12-25, 18-25, 15-25               |
| Ottavi di finale (andata) - 10 gennaio 2023 PalaMaddalene, Chieri                             | Chieri '76    | 3 - 0 | Panathīnaïkos | 25-18, 25-17, 25-22               |
| Ottavi di finale (ritorno) - 18 gennaio 2023 Kl. Gymnastīrio Agiou Thōma, Amarousio           | Panathīnaïkos | 2 - 3 | Chieri '76    | 14-25, 25-20, 19-25, 25-22, 10-15 |
| Quarti di finale (andata) - 1º febbraio 2023 Sporthal De Basis, Sliedrecht                    | Sliedrecht    | 0 - 3 | Chieri '76    | 18-25, 16-25, 18-25               |
| Quarti di finale (ritorno) - 8 febbraio 2023 PalaRuffini, Torino                              | Chieri '76    | 3 - 1 | Sliedrecht    | 25-15, 22-25, 25-21, 25-15        |
| Semifinali (andata) - 22 febbraio 2023 Sporthalle Wolfsgrube, Suhl                            | Suhl          | 0 - 3 | Chieri '76    | 17-25, 17-25, 17-25               |
| Semifinali (ritorno) - 1º marzo 2023 PalaRuffini, Torino                                      | Chieri '76    | 3 - 1 | Suhl          | 25-20, 25-15, 19-25, 25-15        |
| Finale (andata) - 15 marzo 2023 PalaRuffini, Torino                                           | Chieri '76    | 3 - 0 | Lugoj         | 25-15, 28-26, 25-17               |
| Finale (ritorno) - 22 marzo 2023 Sala Constantin Jude, Timișoara                              | Lugoj         | 0 - 3 | Chieri '76    | 21-25, 21-25, 18-25               |

## Statistiche

### Statistiche di squadra
| Competizione  | Punti | In casa | In casa | In casa | In trasferta | In trasferta | In trasferta | Totale | Totale | Totale |
| Competizione  | Punti | G       | V       | P       | G            | V            | P            | G      | V      | P      |
| ------------- | ----- | ------- | ------- | ------- | ------------ | ------------ | ------------ | ------ | ------ | ------ |
| Serie A1      | 54/2  | 16      | 10      | 6       | 14           | 9            | 5            | 30     | 19     | 11     |
| Coppa Italia  | -     | 0       | 0       | 0       | 1            | 0            | 1            | 1      | 0      | 1      |
| WEVZA Cup     | 6     | -       | -       | -       | -            | -            | -            | 3      | 3      | 0      |
| Challenge Cup | -     | 6       | 6       | 0       | 6            | 6            | 0            | 12     | 12     | 0      |
| Totale        | -     | 22      | 16      | 6       | 21           | 15           | 6            | 46     | 34     | 12     |

G = partite giocate; V = partite vinte; P = partite perse

### Statistiche dei giocatori
| Giocatore      | Serie A1 | Serie A1 | Serie A1 | Serie A1 | Serie A1 | Coppa Italia | Coppa Italia | Coppa Italia | Coppa Italia | Coppa Italia | WEVZA Cup | WEVZA Cup | WEVZA Cup | WEVZA Cup | WEVZA Cup | Challenge Cup | Challenge Cup | Challenge Cup | Challenge Cup | Challenge Cup | Totale | Totale | Totale | Totale | Totale |
| Giocatore      | P        | PT       | AV       | MV       | BV       | P            | PT           | AV           | MV           | BV           | P         | PT        | AV        | MV        | BV        | P             | PT            | AV            | MV            | BV            | P      | PT     | AV     | MV     | BV     |
| -------------- | -------- | -------- | -------- | -------- | -------- | ------------ | ------------ | ------------ | ------------ | ------------ | --------- | --------- | --------- | --------- | --------- | ------------- | ------------- | ------------- | ------------- | ------------- | ------ | ------ | ------ | ------ | ------ |
| F. Bosio       | 30       | 49       | 28       | 11       | 10       | 1            | 0            | 0            | 0            | 0            | ?         | ?         | ?         | ?         | ?         | 12            | 14            | 9             | 4             | 1             | ?      | ?      | ?      | ?      | ?      |
| B. Butler      | 17       | 80       | 56       | 22       | 2        | 1            | 5            | 3            | 2            | 0            | 7         | 37        | 23        | 7         | 7         |               |               |               |               |               |        |        |        |        |        |
| H. Cazaute     | 30       | 320      | 271      | 16       | 33       | 1            | 19           | 17           | 1            | 1            | 9         | 102       | 73        | 16        | 13        |               |               |               |               |               |        |        |        |        |        |
| A. Fini        | 3        | 0        | 0        | 0        | 0        | 0            | 0            | 0            | 0            | 0            | 4         | 0         | 0         | 0         | 0         |               |               |               |               |               |        |        |        |        |        |
| M. Garreau Dje | 0        | 0        | 0        | 0        | 0        | -            | -            | -            | -            | -            | 3         | 5         | 5         | 0         | 0         |               |               |               |               |               |        |        |        |        |        |
| K. Grobelna    | 29       | 443      | 380      | 35       | 28       | 1            | 19           | 19           | 0            | 0            | 10        | 117       | 96        | 12        | 9         |               |               |               |               |               |        |        |        |        |        |
| F. Kone        | 3        | 8        | 6        | 2        | 0        | 0            | 0            | 0            | 0            | 0            | 3         | 2         | 2         | 0         | 0         |               |               |               |               |               |        |        |        |        |        |
| A. Mazzaro     | 28       | 139      | 77       | 49       | 13       | 1            | 7            | 4            | 2            | 0            | 12        | 73        | 39        | 27        | 7         |               |               |               |               |               |        |        |        |        |        |
| R. Morello     | 29       | 3        | 2        | 1        | 0        | 1            | 0            | 0            | 0            | 0            | 12        | 6         | 2         | 2         | 2         |               |               |               |               |               |        |        |        |        |        |
| S. Nervini     | 21       | 14       | 12       | 1        | 1        | 1            | 0            | 0            | 0            | 0            | 6         | 21        | 19        | 0         | 2         |               |               |               |               |               |        |        |        |        |        |
| O. Różański    | 26       | 130      | 111      | 8        | 11       | 1            | 10           | 9            | 1            | 0            | 10        | 91        | 76        | 7         | 8         |               |               |               |               |               |        |        |        |        |        |
| I. Spirito     | 30       | 0        | 0        | 0        | 0        | 1            | 0            | 0            | 0            | 0            | 12        | 0         | 0         | 0         | 0         |               |               |               |               |               |        |        |        |        |        |
| M. Storck      | 29       | 107      | 92       | 8        | 7        | 1            | 3            | 3            | 0            | 0            | 12        | 81        | 71        | 7         | 3         |               |               |               |               |               |        |        |        |        |        |
| F. Villani     | 28       | 304      | 268      | 29       | 7        | 1            | 5            | 5            | 0            | 0            | 10        | 97        | 74        | 14        | 9         |               |               |               |               |               |        |        |        |        |        |
| C. Weitzel     | 29       | 246      | 170      | 56       | 20       | 1            | 2            | 1            | 1            | 0            | 10        | 85        | 60        | 11        | 14        |               |               |               |               |               |        |        |        |        |        |

P = presenze; PT = punti totali; AV = attacchi vincenti; MV = muri vincenti; BV = battute vincenti